# زاما (كاناغاوا)

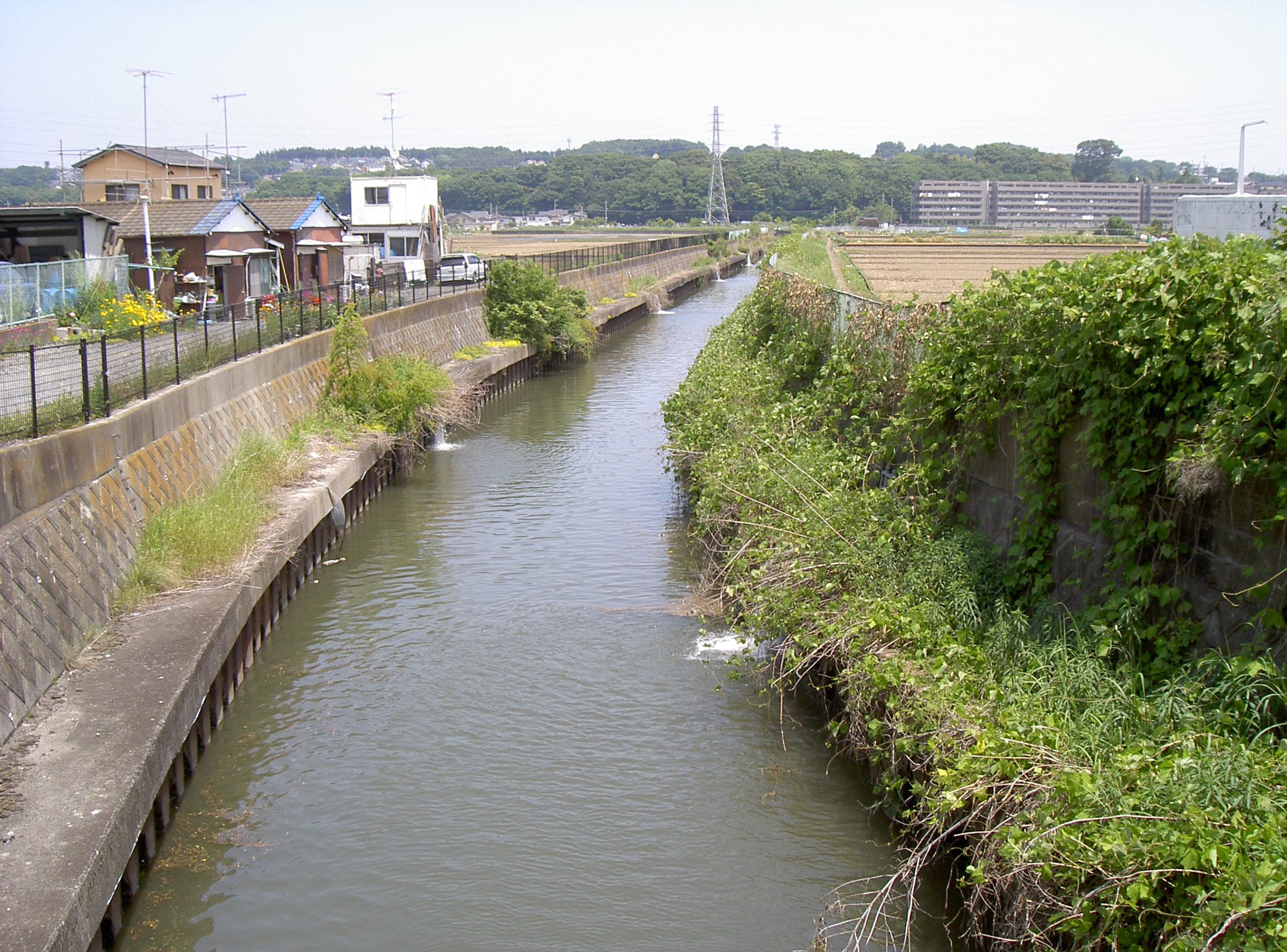
نهر هاتو

زاما (باليابانية: 座間市زاما-شي) هي مدينة يابانية تقع في محافظة كاناغاوا.
تأسست المدينة في 1 نوفمبر 1971. 
يوجد في المدينة معسكر زاما التابع لقوات الجيش الولايات المتحدة.

## جغرافيا
تبع المدينة حوالي 40 كم عن طوكيو و 20 كم عن يوكوهاما. وتمر بها أنها مثل ساغامي وميكوشيري وهاتو.

## الاقتصاد
- زراعة : 413 شخص (0.6%)
- صناعة : 18978 شخص (29.8%)
- خدمات : 43298 شخص (68.0%)

## أعلام
- يو هاياشي
- شنوبو أونو
- ايرينا مانو
- آمي سوزوكي
- سوزوكا أوجو

## وصلات خارجية
- الموقع الرسمي للمدينة